# Брагинский, Виктор Эмильевич
Виктор Эмильевич Брагинский (2 сентября 1954 года) — российский художник-пастелист, заслуженный художник Российской Федерации (2010), член-корреспондент РАХ (2021), член-корреспондент Международной академии культуры и искусства, профессор кафедры рисунка и живописи художественного факультета ВГИК, сын кинодраматурга Эмиля Брагинского.

## Биография
Виктор Брагинский родился в семье известного писателя, драматурга Эмиля Вениаминовича Брагинского и Ирмы Ефремовны Шалыто (1921—2011).
В 1976 году начинает работать в издательствах в качестве художника книги. Окончил художественный факультет ВГИКа в 1977 году. В 1977 году началась выставочная деятельность. Вступил в молодёжное объединение МОСХ. По заказу Союза художников России работает над серией портретов известных деятелей искусства: В. Этуша, З. Долухановой, В. Санаева, В. Тихонова, В. Катаняна. В 1985 вступает в МОСХ. С 1974 года работает в издательствах Москвы. Преподавал в Специализированном институте искусств, декан художественного факультета. В 2010 году присвоено звание «Заслуженный художник РФ». Принимал участие в международных выставках пастелистов в Овьедо, в Испании и не только. С 2004 года преподаёт на кафедре художественного факультета ВГИКа, с 2016 профессор. Автор серий пастелей «Марокканский альбом»', «Безмолвие Русского Севера»', «Старинные усадьбы»', а также цикла иллюстраций к «Запискам охотника» И.С. Тургенева.
Учителем Брагинский считает Алексея Михайловича Грицая, академика, народного художника СССР.
Произведения В. Э. Брагинского находятся в собраниях художественных музеев Калининграда, Вятки, Рязани, Пензы, Орла, Кинешмы, Ульяновска, Самары , Твери, Елабуги и др.

## Выставки
- 1977 — Выставка произведений молодых московских художников, Москва, Кузнецкий мост 11
- 1978 — Выставка произведений молодых московских художников, Москва, Кузнецкий мост 11; Московские художники в поездках по стране. Москва.
- 1980 — Выставка МОСХ, Всесоюзная выставка произведений молодых художников, Москва.
- 1981 — 7-я Выставка произведений молодых художников(Академия художеств, Министерство культуры ССС)). Москвы.
- 1982 — Выставка произведений молодых художников(СХ Россия, Министерство культуры РСФСР). Москва.
- 1982 — Выставка произведений молодых московских художников, Москва.
- 1982 — Всесоюзная выставка «Рисунок и акварель», Москва. Молодые художники Советскому фонду мира (СХ

СССР, МОСХ). Москва.
- 1982 - Межсекционная выставка молодых художников МОСХа. Москва.
- 1983 — Молодёжная выставка в Академии художеств
- 1997 — Выставка художников книг России. Хорсенс, Дания.
- 1998 — Выставка пастельной живописи. ЦДХ, Москва.
- 1998 — «Москва-Петербург». Москва.
- 1999 — Выставка произведений московских художников МСХ. ЦДХ, Москва.
- 2000 — Персональная выставка (Выставочные залы СХ России), Кострома.
- 2000 — Российско-итальянская выставка «Пастель» (СХ России), Ярославль.
- 2000 — Выставка пастельной живописи. Галерея «На Каширке». Москва.
- 2001 — 20-я выставка московских художников книги. Москва
- 2001 — Выставка пастельной живописи. ЦДХ, Москва.
- 2001 — Выставка «Приглашение к диалогу». Москва. «Пастель».
- 2001 — Выставка трех российских художников. Пьемонт, Италия.
- 2001 — Международная выставка «Пастелистов живописи». Ивто, Руан. Франция.
- 2002 — Персональная выставка. Музей Скрябина. Москва.
- 2002 — Региональная выставка «Провинция Столица» (СХ России), Ярославль.
- 2002 — Первая выставка объединения художников пастелистов МСХ. Москва.
- 2002 — 70 лет московскому союзу художников. Москва.
- 2002 — Вторая выставка объединения художников пастелистов МСХ. Москва.
- 2003 — 21-я выставка московских художников книги. Москва.
- 2003 — Третья выставка объединения художников пастелистов МСХ. Москва.
- 2003 — Групповая выставка художников. МСХ, Москва.
- 2006 — Международная выставка «Искусство графики». Санкт-Петербург.
- 2006 — Выставка объединения художников пастелистов МСХ «PASTELL» Выставочный зал Московского фонда культуры, Москва.
- 2006 — «Академия пастели», Липецк. Персональная выставка произведений в музее-усадьбе В. Д. Поленова.
- 2006 — Персональная выставка произведений. 3-я Биеннале пастельной живописи в Кракове. Нови Сонч, Польша.
- 2007 — 22-я выставка московских художников книги. Москва.
- 2007 — Персональная выставка. Всероссийский институт кинематографии, Москва.
- 2008 — Выставка «75 лет МСХ». ЦДХ, Москва.
- 2008 — Второй международный фестиваль «Традиции и современность». Выставочный зал «Манеж», Москва.
- 2008 — Персональная выставка. Выставочный зал Московского фонда культуры. Москва. Выставка «Моя Россия». Фонд развития современного искусства. Москва.
- 2008 — 4-я Биеннале пастельной живописи в Кракове. Нови Сонч, Польша.
- 2008 — «Путь единства». ЦДХ, Москва.
- 2008 — Выставка в галерее «Марс» (Высшая художественная школа), Москва.
- 2009 — 23-я выставка московских художников книги. Москва.
- 2009 — «200 лет со дня рождения Н. В. Гоголя»
- 2009 — Выставка книжной графики. Федеральное агентство по печати и массовым коммуникациям, Москва.
- 2009 — «200 лет со дня рождения Н. В. Гоголя» Выставочные залы на Садовом кольце.
- 2010 — Международная выставка «Пастель». Лион, Франция
- 2010 — «Искусство рисунка». Выставка АХГИ МСХ. Москва.
- 2011 — «Нежность пастели». Групповая выставка. Выставочный зал на Таганке.
- 2011 — 5-я Биеннале пастельной живописи в Кракове. Нови Сонч, Польша.
- 2011 — Выставка «Усадьбы старой позабытый лик». Усадьба «Кузьминки». Москва.
- 2011 — Персональная выставка. Галерея «Капитель». Москва.
- 2011 — Выставка художников пастелистов. Выставочный зал «Колорит». Москва. 2012 «Художник кино».
- 2011 — Выставка работ студентов и педагогов ВГИКа.
- 2011 — Выставочные залы Ярославского отделения СХ России.
- 2011 — Б. Неменский, В. Брагинский, А. Акилов, И. Тиханов.
- 2011 — Групповая выставка в МИД 24-я выставка московских художников книги. Москва.
- 2013 — Международная выставка пастелистов в Овъедо. Испания.
- 2013 — Выставка произведений преподавателей художественного факультета ВГИКа. Москва.
- 2014 — Персональная выставка. Галерея «VERESOV», Москва.
- 2016 — Персональная выставка. Кинешемский художественно-исторический музей. г. Кинешма, Ивановская область.
- 2017 — Персональная выставка в Ульяновском художественном музее
- 2020 — Персональная выставка «Безмолвие Русского Севера» в Ивановском областном художественном музее
- 2022 — Персональная выставка произведений в Орловском музее изобразительных искусств
- 2024  —Персональная  выставка «Лирические мотивы» в музее пейзажа им. Е.И.  Зверькова  в Твери
- 2024—  Персональная выставка  « Марокканский альбом» Ульяновский музей искусства 20-21 в.
- 2025 — Выставка «ВОЙНА и МИР» Союз художников России

## Награды
- Орден «За заслуги в культуре и искусстве» (21 сентября 2022 года) — за большой вклад в развитие отечественной культуры и искусства, многолетнюю плодотворную деятельность[3].
- Заслуженный художник Российской Федерации (19 июля 2010 года) — за заслуги в области изобразительного искусства[4].
- медаль Творческого Союза художников России
- Золотая медаль Союза художников России
- Серебряная медаль Союза художников России
- 1-я премия международной выставки пастели в Лионе (Франция) 2010 год
- 1-я премия международной выставки в Овьедо (Испания) 2013 год
- 1-я премия и звание лауреата конкурса им. Виктора Попкова 2023 год